# Cochamó
Cochamó é uma comuna chilena, localizada na Província de Llanquihue, Região de Los Lagos.
A comuna limita-se: a norte com Puerto Varas; a oeste com Puerto Montt;  a leste com a República Argentina; e a sul com Hualaihué (na Província de Palena). 
Esta extensa comuna foi criada em 1979, sua capital comunal é Rio Puelo. O povoamento da área remonta à épocas pre-hispânicas, somente meio do século XIX  com a extração de madeira foi possível o povoamento da comuna através do Estuário de Reloncaví em pequenos assentamentos nas encostas das montanhas. No fim do século  surge o povoado de Cochamó consolidando-se a etapa de ocupação permanente. Recentemente o ecoturismo tornou-se uma atividade crescente na comuna.
Esta comuna conta atualmente com duas Bibliotecas Públicas, a Biblioteca Pública Municipal n°371 de Cochamó e Biblioteca Pública Municipal n° 224 de Río Puelo[ligação inativa].